# Malkowicze (obwód brzeski)
Malkowicze (biał. Малькавічы; ros. Мальковичи) – agromiasteczko na Białorusi, w obwodzie brzeskim, w rejonie hancewickim, w sielsowiecie Malkowicze, przy drodze republikańskiej .
Siedziba parafii prawosławnej; znajduje się tu cerkiew pw. św. Mikołaja Cudotwórcy.
Dawniej wieś i ogromny majątek ziemski należący najpierw do jezuitów, a następnie do Potockich. W XIX w. opisywane jako miejscowość odludna, pełna dzikiego zwierza i pozbawiona dróg komunikacyjnych (jeszcze w 1924 do wsi nie dochodziła żadna utrzymywana droga). W dwudziestoleciu międzywojennym leżały w Polsce, w województwie poleskim, w powiecie łuninieckim, gminie Chotynicze.
Znajdują tu się stacja kolejowa Malkowicze oraz przystanek kolejowy Maładziożny, położone na linii Równe – Baranowicze – Wilno.